# Christisonia lawii
Christisonia lawii là loài thực vật có hoa thuộc họ Cỏ chổi. Loài này được Wight mô tả khoa học đầu tiên năm 1849.